# 시틱 플라자
시틱 플라자(중국어 간체자: 中信广场, 병음: Zhōngxìn Guǎngchǎng, 영어: CITIC Plaza)는 중화인민공화국 광둥성 광저우시 톈허 구에 있는 마천루이다. 지상 80층, 391m의 초고층 빌딩으로, 세계에서 가장 높은 콘크리트 건물이다.
1997년 완공 당시 선전시의 션힝 스퀘어를 제치고 중국 최고층 빌딩 겸 아시아 최고층 빌딩 자리에 등극하였고, 1998년 상하이 시에 진마오 타워가 건설되기 전까지는 중국에서 제일 높은 빌딩이었으며, 1998년 말레이시아 콸라룸푸르에 페트로나스 트윈 타워가 건설되기 전까지는 아시아에서 제일 높은 빌딩이었다.